# Christian Poulsen (szachista)
Christian Poulsen (ur. 16 sierpnia 1912 w Rind Sogn, zm. 19 kwietnia 1981) – duński szachista.

## Kariera szachowa
Od połowy lat. 30 do połowy 50. XX wieku należał do szerokiej czołówki duńskich szachistów. Pomiędzy 1937 a 1956 rokiem pięciokrotnie (w tym raz na I szachownicy) wystąpił na szachowych olimpiadach, zdobywając 25 pkt w 71 partiach. Wielokrotnie startował w finałach indywidualnych mistrzostw Danii, dwukrotnie (1945, 1952) zdobywając złote medale. W 1947 roku podzielił I miejsce (wraz z Theo van Scheltingą) w Aalborgu, natomiast w 1951 podzielił V miejsce (wraz z Nicolasem Rossolimo) w turnieju Hoogovens w Beverwijk.
Według retrospektywnego systemu Chessmetrics, najwyżej sklasyfikowany był w marcu 1943 r., zajmował wówczas 136. miejsce na świecie.